# Beck-Ola
Beck-Ola es el segundo álbum de estudio de The Jeff Beck Group.
Fue editado por EMI Columbia en el Reino Unido y Epic en los Estados Unidos en 1969.

## Detalles
Después del lanzamiento del álbum Truth, a finales de 1968 el baterista Micky Waller dejó la banda y fue reemplazado por Tony Newman, debido a que Jeff Beck quería llevar su música en una dirección más pesada y él vio a Waller como un baterista influenciado por el estilo Motown. El pianista Nicky Hopkins, que también había participado como músico invitado en Truth, se unió a la banda a tiempo completo.
Las sesiones de grabación del álbum se llevaron a cabo durante seis días del mes de abril de 1969 (1, 6, 8, 10, 11 y 19 de abril). Se eligieron dos covers, "All Shook Up" (de Otis Blackwell y Elvis Presley) y "Jailhouse Rock" (de Jerry Leiber y Mike Stoller), con un destacado trabajo instrumental de Hopkins. Las cinco canciones restantes se componen de temas originales de la banda, como el instrumental "Rice Pudding" el cual dio final al disco. La carátula del álbum ofrece una reproducción de la pintura The Listening Room del artista surrealista belga René Magritte. En la contraportada de la edición original, al lado de "Beck-Ola" se escribe la frase italiana "Cosa Nostra", que significa "Nuestra Cosa".
Después de las sesiones de grabación de este álbum, la banda realiza una gira por Estados Unidos. Ellos fueron programados para participar en el Festival de Woodstock y fueron anunciados en los carteles de promoción, pero para entonces las fricciones internas entre Beck y Ronnie Wood y Rod Stewart habían alcanzado un nivel de ruptura y ambos fueron despedidos de la banda. Finalmente Stewart y Wood se unirían a Faces en 1969, mientras que Hopkins participó en Woodstock como músico invitado en la presentación de Jefferson Airplane y se unió a la gira de The Rolling Stones con los cuales permanecería hasta 1972. Beck finalmente supenderia la banda en diciembre del mismo año, debido a un accidente automovilístico que sufrió el músico.

## Lista de canciones

### Cara A
| N.º | Título                  | Escritor(es)                        | Duración |  |
| 1.  | «All Shook Up»          | Otis Blackwell, Elvis Presley       | 4:50     |  |
| 2.  | «Spanish Boots»         | Ronnie Wood, Jeff Beck, Rod Stewart | 3:34     |  |
| 3.  | «Girl From Mill Valley» | Nicky Hopkins                       | 3:45     |  |
| 4.  | «Jailhouse Rock»        | Jerry Leiber, Mike Stoller          | 3:14     |  |

### Cara B
| N.º | Título                          | Escritor(es)                | Duración |  |
| 5.  | «Plynth (Water Down the Drain)» | Hopkins, Wood, Stewart      | 3:05     |  |
| 6.  | «The Hangman's Knee»            | Hopkins, Wood, Beck, Newman | 4:47     |  |
| 7.  | «Rice Pudding»                  | Hopkins, Wood, Beck, Newman | 7:22     |  |

### Bonus Tracks - 2006 Remaster
| N.º | Título               | Escritor(es)       | Duración |  |
| 8.  | «Sweet Little Angel» | B.B. King          | 7:57     |  |
| 9.  | «Throw Down A Line»  | Hank Marvin        | 2:54     |  |
| 10. | «All Shook Up»       | Blackwell, Presley | 3:18     |  |
| 11. | «Jailhouse Rock»     | Leiber, Stoller    | 3:11     |  |

## Publicación
Beck-Ola fue reeditado nuevamente en CD, con una nueva remasterización, el 10 de octubre de 2006 por Sony Music en Estados Unidos y EMI en el resto del mundo. Incluye un total de cuatro bonus tracks que corresponden a dos versiones alternativas de "All Shook Up" y "Jailhouse Rock", grabadas en Abbey Road Studios en enero de 1969 y dos temas extraídos de las sesiones de grabación del álbum pero que no fueron incluidas en la edición original del mismo: "Sweet Little Angel" (planeado para ser lanzado como single) y "Throw Down A Line".

## Personal
- Jeff Beck - guitarra y coros en "Throw Down a Line"
- Rod Stewart - voz
- Ronnie Wood - bajo
- Nicky Hopkins - teclados
- Tony Newman - batería

Músicos adicionales
- Micky Waller – batería en "Sweet Little Angel"